# Рене д’Алансон
Рене д’Алансон (на френски: Rene d’Alençon; * ок. 1454, † 1 ноември 1492) е 3-ти херцог на Алансон и граф на Перш от 1478 г. от династия Валоа.

## Произход
Той е син херцог Жан II д'Алансон и на Мария д’Арманяк.

## Втори брак
∞ 14 май 1488 (договор) в Тул за Маргарита Лотарингска-Водемон (* 1463, † 1/2 ноември 1521), дъщеря на Фери II дьо Водемон, граф на Водемон, и Йоланда Анжуйска. Двамата имат децата:
- Шарл ІV д'Алансон (* 2 септември 1489 † 11 април 1524), 4-ти херцог на Алансон и граф на Перш от 1492, граф на Арманяк и Фрезенсак и виконт на Родез от 1497;
- Франсоаз (* ок. 1490 † 14 септември 1550), херцогиня на Бомон и на Мен от 1543; ∞ 1. 6 април 1505 (договор) за Франсоа II († 1512), херцог на Лонгвил; 2. 18 май 1513 (договор) за Шарл IV дьо Бурбон-Вандом (* 2 юни 1489, † 25 март 1537), 1-ви херцог на Вандом;
- Ана (* 30 октомври 1492, † 12 октомври 1562), господарка на Ла Герш, регентка на Монферат (1518 – 1530); брак: от 31 август 1508 година с Гулиелмо XI Монфератски (* 10 август 1486, † 4 октомври 1518), маркиз на Монферат.